# Polskie Stowarzyszenie Przyjaciół Tybetu
Polskie Stowarzyszenie Przyjaciół Tybetu – organizacja społeczna istniejąca w latach 1991-2007, której podstawowym zadaniem było informowanie o sytuacji we współczesnym Tybecie oraz jego kulturze i historii a także podejmowanie działań na rzecz przestrzegania praw człowieka. Była to najważniejsza i najbardziej aktywna organizacja protybetańska. W kwietniu 2007 Walne Zgromadzenie Stowarzyszenia podjęło decyzję o zakończeniu działalności w dotychczasowej postaci i likwidacji Stowarzyszenia oraz kontynuowaniu działań w ramach Programu Tybetańskiego Fundacji Inna Przestrzeń.
Działalność:
- organizowanie wykładów, spotkań, wystaw, demonstracji[5][6](m.in. pikiety regularnie odbywające się 10 marca, w rocznicę powstania narodowego[7][8][9][10]) i innych imprez[11][12][13][14][15][16][17][18][19],
- dostarczanie informacji o Tybecie środkom masowego przekazu
- współpracę z instytucjami i organizacjami w Polsce[20] i za granicą
- działalność wydawnicza, Stowarzyszenie wydało m.in.:
  - "Tybet, Odcinanie głowy węża, Świadkowie, Fakty mówią za siebie"
  - J. Ś. Dalajlama "Wolność na wygnaniu: autobiografia" Warszawa 1993, tłumaczenie: Adam Kozieł ISBN 83-85535-15-2 s. 348
  - Krzysztof Łoziński "Piekło Środka"